# John R. McPherson
John Rhoderic McPherson, född 9 maj 1833 i York, New York, död 8 oktober 1897 i Jersey City, New Jersey, var en amerikansk demokratisk politiker. Han representerade delstaten New Jersey i USA:s senat 1877-1895.
McPherson flyttade 1859 till New Jersey och var verksam inom boskapshandeln och jordbrukssektorn. Han var ledamot av delstatens senat 1871-1873. Han var elektor för Samuel J. Tilden i presidentvalet i USA 1876.
McPherson efterträdde 1877 Frederick T. Frelinghuysen som senator för New Jersey. Han omvaldes två gånger. Han var ordförande i marinutskottet (Committee on Naval Affairs) 1879-1881 och 1893-1895.
McPhersons grav finns på Oak Hill Cemetery i Washington, D.C.